# Cambre
Cambre – miasto w północno-zachodniej Hiszpanii, w prowincji A Coruña, we wspólnocie autonomicznej Galicja (Hiszpania).

## Zabytki i miejsca warte zobaczenia
- Ruiny willi rzymskiej;

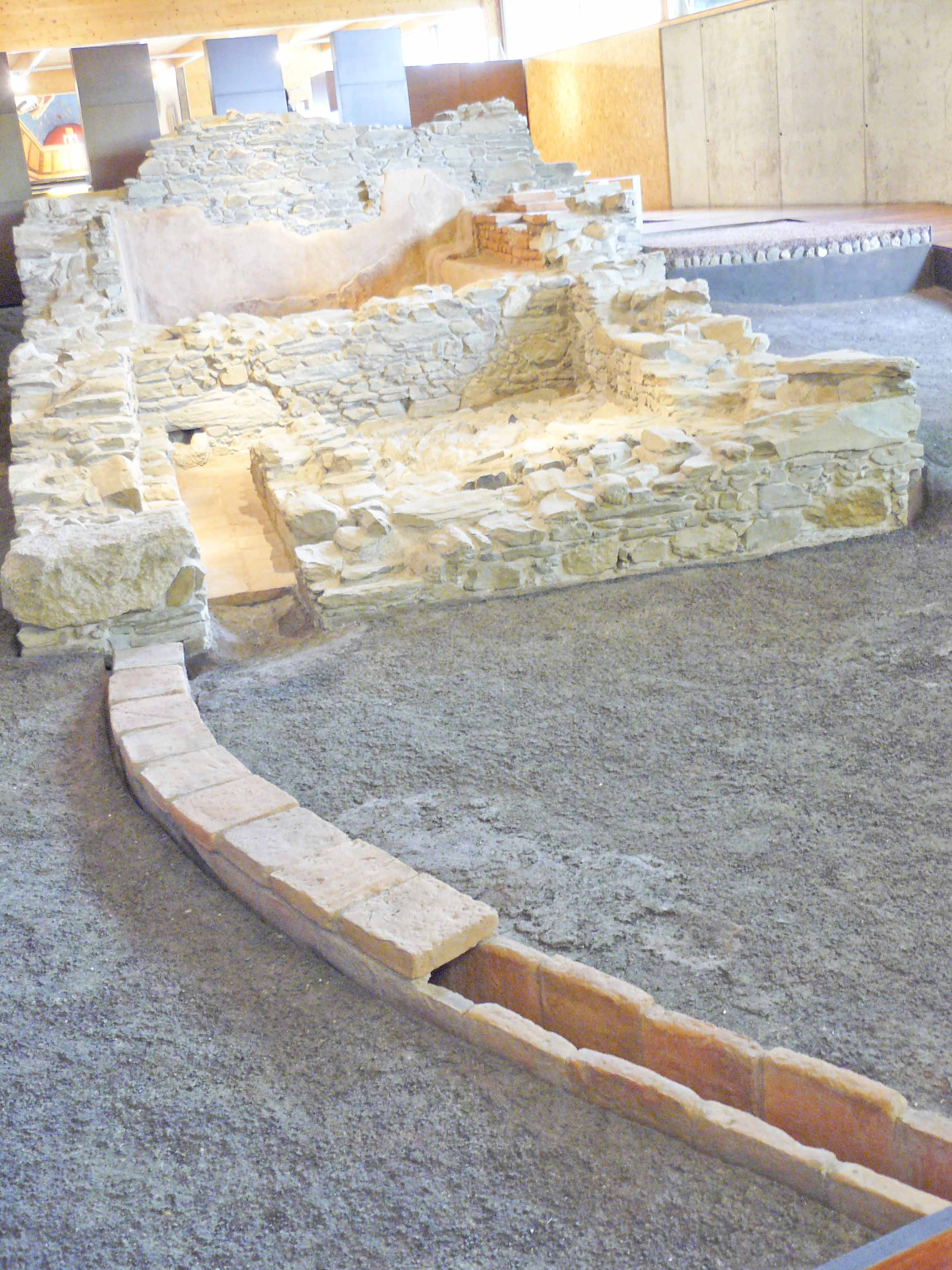
Łazienka w ruinach willi rzymskiej w Cambre

- XII wieczny kościół Santa Maria de Cambre;
- Muzeum Archeologiczne;